# Zhou Tai
Zhou Tai (kinesiska: 周泰), död 225, var en officer som tjänade det kinesiska kungadömet Wu under de tre kungadömenas era.

## Biografi
Zhou Tai tjänade i början av sin tjänst som en av Sun Ces livvakter tillsammans med Jiang Qin. Zhou Tai visade dock prov på både svärdkonst och ledarkunskap och blev befordrad att leda trupperna. Flera gånger räddade Zhou Tai Sun Quans liv med risk för sitt eget liv. Zhou Tai blev under en attack av Shanyue skadad och fick tolv djupa ärr.

## Kulturella referenser
Zhou Tai finns även som en spelbar figur i Koeis populära spelserie Dynasty Warriors. Zhou Tai, som dök upp först i den fjärde upplagan av serien, porträtteras som en modig svärdsmästare som inte räds något eller någon. Han har en oerhörd lojalitet till kungadömet Wu och är Sun Quans ständige följeslagare. 
I Dynasty Warriors 6 avtecknas han med en röd och svart rustning med inslag av guld.